# Dora Damjanova
Dora Damjanova, coniugata Kuzova (in bulgaro Дора Дамянова-Кузова?; Sofia, 31 maggio 1932 – giugno 2023), è stata una cestista bulgara.

## Biografia
Con la Bulgaria disputò due edizioni dei Campionati del mondo (1959, 1964) e sette dei Campionati europei (1952, 1956, 1958, 1960, 1962, 1964, 1966).

## Palmarès
- Europei: 1
Bulgaria: 1958
- Coppa dei Campioni: 1
Slavia Sofia: 1959